# 3e division (France)
Pour les articles homonymes, voir 3e division.
Ne doit pas être confondu avec la 3e division blindée française existant entre 1943 et 1946.
La 3e division  (3e DIV) est une grande unité de l'Armée de terre française.
Elle est l'héritière de la 3e division d'infanterie algérienne (3e DIA) formée en 1943 et dissoute en 1946.
La 3e division d'infanterie (3e DI) est créée en 1948 et devient la 3e division blindée (3e DB) en 1978. Elle est dissoute en 1991. La 3e brigade mécanisée (3e BM) créée en 1999, et devenue la 3e brigade légère blindée (3e BLB) en 2014, hérite de ses traditions.
La 3e division est recréée le 20 juin 2016 dans le cadre du plan de réorganisation de l'Armée de terre, sous le modèle  « Au contact ».

## Création et différentes dénominations
- 15 avril 1943 : création de la 3e division d'infanterie algérienne (3e DIA) ;
- 1946 : dissolution ;
- 1er août 1948 : création de la 3e division d'infanterie, héritière de la 3e division d'infanterie algérienne ;
- 1er mars 1960 : 3e division ;
- 1er juillet 1978 : 3e division blindée ;
- 31 juillet 1991 : dissolution ;
- 1er juillet 1999 : la  3e brigade mécanisée (3e BM) hérite de ses traditions. Elle devient la 3e brigade légère blindée (3e BLB) en 2014 puis est dissoute le 16 juin 2016 ;
- 20 juin 2016 : recréation de la 3e division.

## Héraldique
C'est sous le signe de la tradition latine que le général de Monsabert voulut placer la 3e division d'infanterie algérienne (3e DIA) lors de sa création en 1943.
L'insigne représente la Victoire de Cirta (province de Numidie, aujourd'hui Constantine (province d'Algérie), soutenue par trois croissants représentant les musulmans, qui composaient le plus grand nombre de la troupe, alliés aux "métropolitains" (bleu, blanc, rouge) luttant contre l'envahisseur (IIWW).
Origine de l'insigne
La victoire était une déesse romaine protectrice des Empereurs que la IIIe légion romaine de Cirta vénérait particulièrement. Elle fut retrouvée dans les fouilles effectuées à Constantine au XIXe siècle.
Sa description héraldique est la suivante :
« Victoire du premier métal soutenue par trois croissants détourés et ajourés d'azur, de candide et de gueules placés en orle ».
La devise de la 3e division blindée est : « Plus d'honneur que d'honneurs ». La devise de la 3e brigade légère blindée était : « Un seul but : La victoire ».

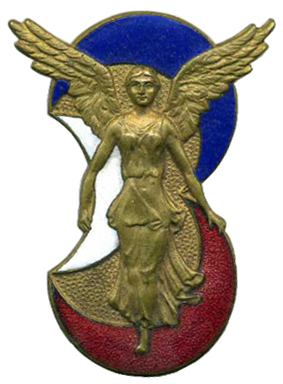
Insigne de la 3e DIA.
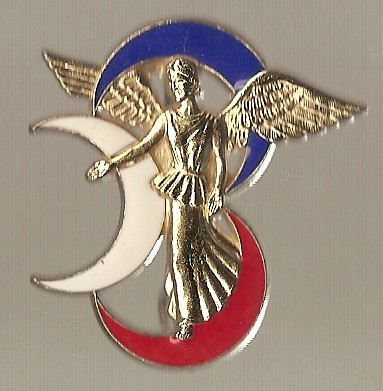
Insigne de la 3e DB et de la 3e DIV.
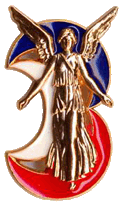
Insigne de la 3e BLB.

## Historique

### De 1943 à 1948
La 3e division d'infanterie algérienne (3e DIA), formée le 15 avril 1943, s'est illustrée au cours de la Seconde Guerre mondiale sous les ordres du général de Monsabert puis du général Guillaume.
La division a notamment permis, sous le commandement du général de Monsabert, le bon déroulement de la campagne d'Italie en 1944 puis la libération de Toulon et Marseille en Août 1944. 
Elle est remplacée par l'élément divisionnaire no 3 le 28 mars 1946. Le 16 juillet 1946, l'élément divisionnaire no 3 devient la division d'infanterie nord. Son état-major est situé à Coblence.

### De 1948 à 1991
Le 1er août 1948, la division d'infanterie nord devient la 3e division d'infanterie.
Son état-major s'installe à Fribourg-en-Brisgau, au sein des Forces françaises en Allemagne, en 1957.
Du 1er mars 1960 au 30 juin 1978, elle est la 3e division du 2e corps d'armée et comporte trois brigades :
- la 5e brigade blindée à Tübingen (1960 - 1968) puis 5e brigade mécanisée (1968 - 1978) ;
- la 12e brigade mécanisée à Offenbourg ;
- la 13e brigade mécanisée à Constance (1960 - 1968) puis 13e brigade motorisée (1968 - 1977).

Elle devient la 3e division blindée du 2e corps d'armée le 1er juillet 1978 et compte environ 8 000 hommes.
Le format division blindée « modèle 1984 » en fait une unité interarmes d'un effectif supérieur à 10 000 hommes.
En 1989, le 110e régiment d'infanterie de Donaueschingen - qui avait rejoint la division en 1984 - est transféré à la nouvelle brigade franco-allemande.
La 3e DB est dissoute le 31 juillet 1991 à la suite de la chute mur de Berlin et de la fin de la guerre froide. Sa composition était alors la suivante :
- 19e groupe de chasseurs portés de Villingen-Schwenningen - transféré à la 5e division blindée ;
- 42e régiment d'infanterie d'Offenbourg - dissolution ;
- 12e régiment de cuirassiers de Müllheim - dissolution ;
- 3e régiment de dragons de Stetten am kalten Markt  - transféré à la 5e division blindée ;
- 11e régiment d'artillerie d'Offenbourg - dissolution ;
- 34e régiment d'artillerie de Müllheim - dissolution ;
- 9e régiment du génie de Neuf-Brisach (Alsace) - transféré à la 5e division blindée ;
- 3e escadron d'éclairage divisionnaire de Stetten am kalten Markt - transféré à la 5e division blindée ;
- 3e compagnie anti-chars de Villingen-Schwenningen - transférée à la 5e division blindée ;
- 3e régiment de commandement et de soutien de Fribourg - dissolution.

À sa dissolution, elle dispose, entre autres, de 172 chars AMX-30 B2, 42 canons automoteurs AMX AuF1, 440 véhicules légers Peugeot P4, de plus de 450 camions GBC 8KT, 10 000 fusils d'assaut FAMAS et de radars Doppler Miradop.

### De 1999 à 2015
La 3e brigade mécanisée (3e BM) est créée le 1er juillet 1999 et reprend ses traditions. Son état-major est situé à Limoges. En 2011, l'état-major de la 3e BM s'installe à Clermont-Ferrand.
Le 18 mars 2014, la 3e brigade mécanisée devient la 3e brigade légère blindée (3e BLB). Elle est dissoute le 16 juin 2016.

### Depuis 2016
La 3e division (3e DIV) est recréée au cours d'une cérémonie le 20 juin 2016 à partir de l'état-major de force n°3. Division interarmes, elle regroupe trois brigades (lourde, médiane et légère). Elle intègre le programme Scorpion aux côtés de la 1re division. Son état-major est installé au quartier Rendu à Marseille. La 3e division retrouve ainsi la ville de Marseille qu'elle a libéré en 1944.
Elle est d'abord commandée par le général Bruno Guibert, ayant succédé au général Thierry Corbet. Puis le général de division Laurent Michon prend le commandement de la division jusqu'en juillet 2021, par la suite remplacé par le général de division Hubert Cotterau. En 2022, c'est le général de division Rémy Cadapeaud qui devient commandant de la division.
En 2024, le plan de transformation 
« Armée de terre de combat » régionalise les divisions. La 1re division se voit attribuer l'Europe et le bassin méditerranéen tandis que la 3e division est chargée du reste du monde (en particulier l'Afrique et l'océan Indien).

## Composition en 2025

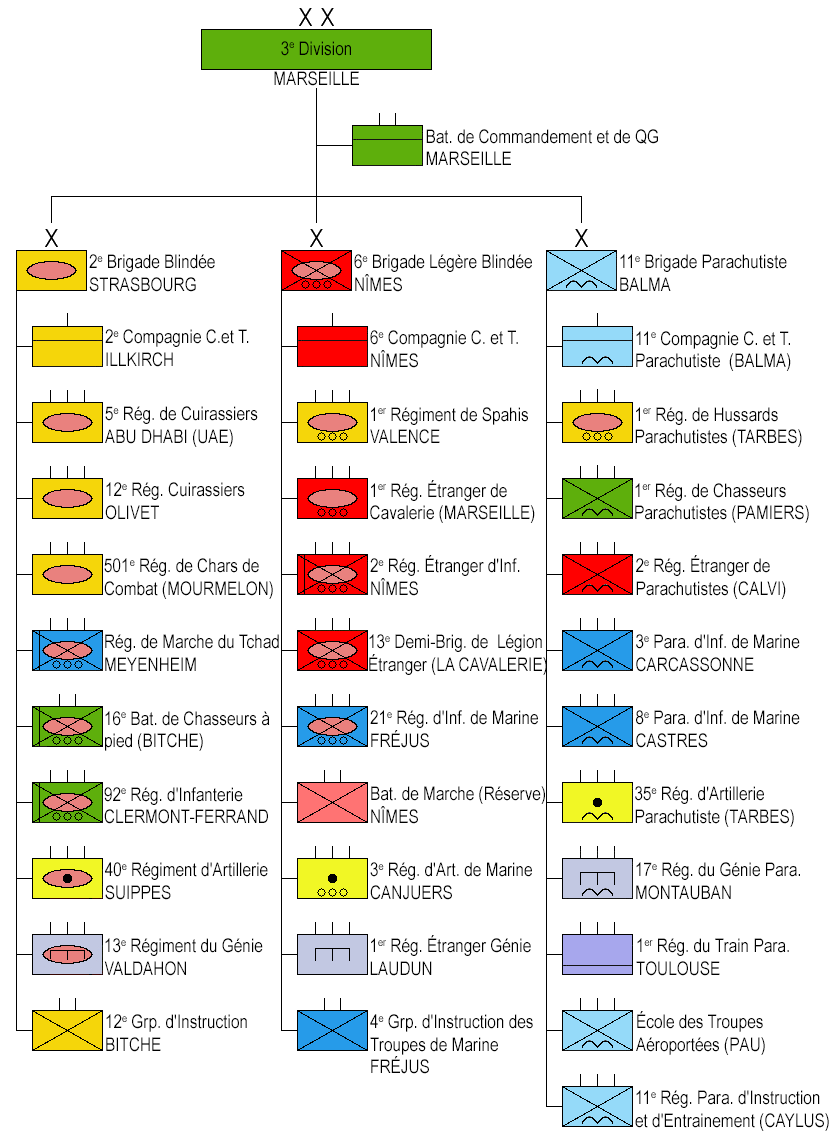
Organisation de la 3e DIV.

État-major et bataillon de commandement et de quartier général (BCQG) de Marseille.
- 2e brigade blindée de Strasbourg

| Régiments                                        | Abréviation | Localisation                    | Équipements principaux |
| ------------------------------------------------ | ----------- | ------------------------------- | ---------------------- |
| Régiment de marche du Tchad                      | RMT         | Meyenheim                       | VBCI                   |
| 16e bataillon de chasseurs à pied                | 16e BCP     | Bitche                          | VBCI                   |
| 92e régiment d'infanterie                        | 92e RI      | Clermont-Ferrand                | VBCI                   |
| 5e régiment de cuirassiers                       | 5e RC       | Abou Dabi (Émirats arabes unis) | Char Leclerc           |
| 12e régiment de cuirassiers                      | 12e RC      | Olivet                          | Char Leclerc           |
| 501e régiment de chars de combat                 | 501e RCC    | Mourmelon                       | Char Leclerc           |
| 40e régiment d'artillerie                        | 40e RA      | Suippes                         | AUF1                   |
| 13e régiment du génie                            | 13e RG      | Valdahon                        |                        |
| 2e compagnie de commandement et de transmissions | 2e CCT      | Illkirch-Graffenstaden          |                        |
| 12e groupement d'instruction                     | 12e GI      | Bitche                          |                        |

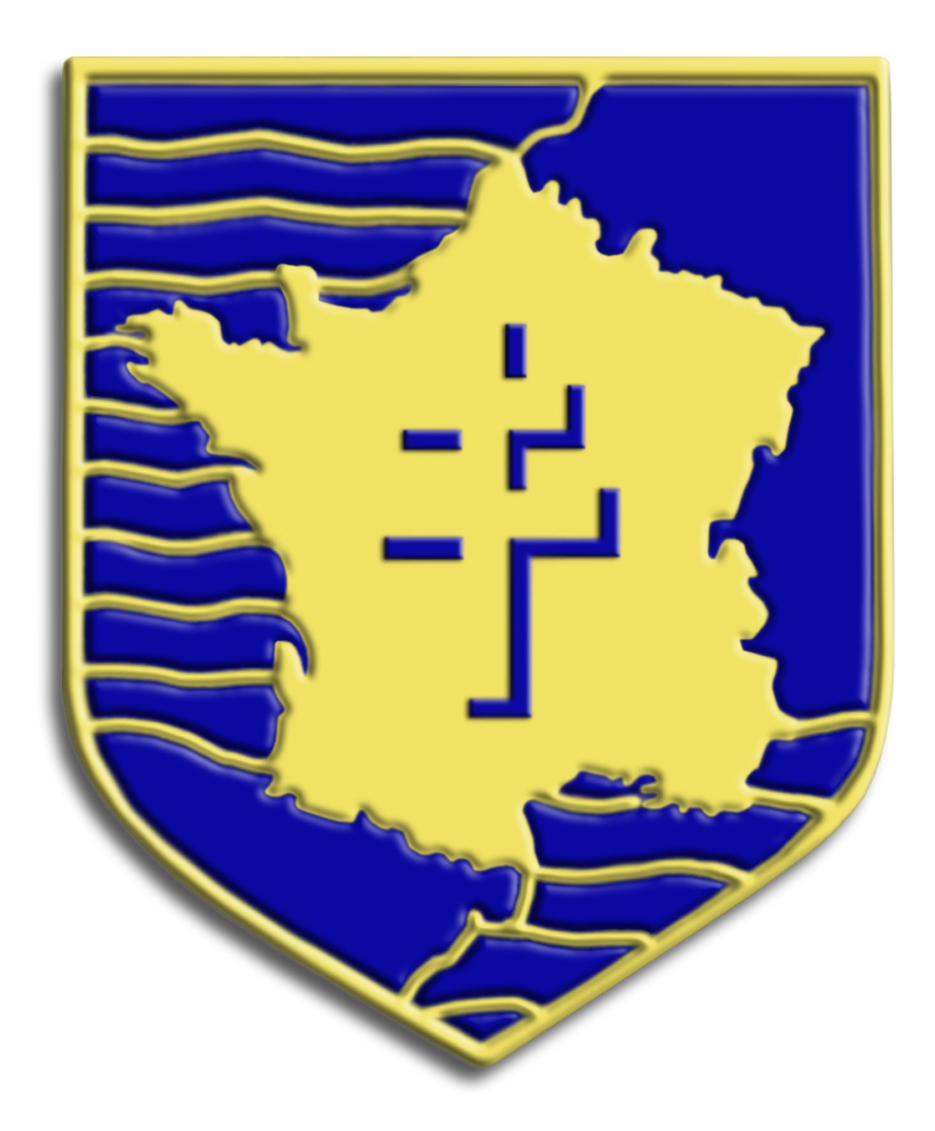
Insigne de la 2e BB.

- 6e brigade légère blindée de Nîmes

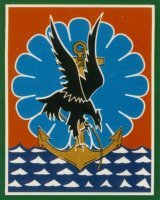
Insigne de la 11e BP.

| Régiments                                         | Abréviation | Localisation                  | Équipements principaux |
| ------------------------------------------------- | ----------- | ----------------------------- | ---------------------- |
| 21e régiment d'infanterie de marine               | 21e RIMa    | Fréjus                        | VAB                    |
| 2e régiment étranger d'infanterie                 | 2e REI      | Nîmes                         | VBCI                   |
| 13e demi-brigade de Légion étrangère              | 13e DBLE    | Camp du Larzac (La Cavalerie) | VAB                    |
| 1er régiment étranger de cavalerie                | 1er REC     | Carpiagne                     | AMX-10 RC              |
| 1er régiment de spahis                            | 1er RS      | Valence                       | AMX-10 RC              |
| 3e régiment d'artillerie de marine                | 3e RAMa     | Canjuers                      | CAESAR                 |
| 1er régiment étranger de génie                    | 1er REG     | Laudun-l'Ardoise              |                        |
| 6e compagnie de commandement et de transmissions  | 6e CCT      | Nîmes                         |                        |
| 4e groupement d'instruction des troupes de marine | 4e GITdM    | Fréjus                        |                        |

- 11e brigade parachutiste de Balma

| Régiments                                                      | Abréviation | Localisation | Équipements principaux |
| -------------------------------------------------------------- | ----------- | ------------ | ---------------------- |
| 1er régiment de chasseurs parachutistes                        | 1er RCP     | Pamiers      | VAB                    |
| 3e régiment de parachutistes d'infanterie de marine            | 3e RPIMa    | Carcassonne  | VAB                    |
| 8e régiment de parachutistes d'infanterie de marine            | 8e RPIMa    | Castres      | VAB                    |
| 2e régiment étranger de parachutistes                          | 2e REP      | Calvi        | VAB                    |
| 1er régiment de hussards parachutistes                         | 1er RHP     | Tarbes       | AMX-10 RC ; ERC 90     |
| 35e régiment d'artillerie parachutiste                         | 35e RAP     | Tarbes       | CAESAR                 |
| 17e régiment du génie parachutiste                             | 17e RGP     | Montauban    |                        |
| 1er régiment du train parachutiste                             | 1er RTP     | Cugnaux      |                        |
| 11e compagnie de commandement et de transmissions parachutiste | 11e CCTP    | Balma        |                        |
| École des troupes aéroportées                                  | ETAP        | Pau          |                        |
| 11e régiment parachutiste d'instruction et d'entraînement      | 11e RPIE    | Caylus       |                        |